# Волфганг Хартман Кемерер фон Вормс-Далберг
Волфганг Хартман Кемерер фон Вормс-Далберг (на немски: Wolfgang Hartmann Kämmerer von Worms-Dalberg; * 1605; † 1654) е немски благородник от фамилията „кемерер на Вормс“, фрайхер на Далберг при Бад Кройцнах, господар на Бухолт, съветник в Курфюрство Майнц и „обер-амтман“ в Хьохст.
Той е син на фрайхер Волф Дитрих Кемерер фон Вормс-Далберг († 1 юли 1618) и съпругара му Магдалена фон Кронберг († 29 август 1616), дъщеря на Хармут XIV фон Кронберг (1550 – 1606), „байлиф“ на Хьохст, Хофхайм и Лор, и Маргарета Брендел фон Хомбург (* 1559). Баща му Волф Дитрих се жени (вер.) втори път на 26 февруари 1618 г. за Анна Урсула фон Валбрун, която като вдовица става монахиня в „Кларисен-манастир“ в Майнц.
Той има сестра Мария Катарина Кемерер фон Вормс-Далберг († 1676), омъжена на 18 август 1634 г. за граф Херман фон Хатцфелд-Глайхен (1603 – 1673).
Фамилията фон Далберг е издигната 1653 г. на имперски фрайхер от император Фердинанд III.

## Фамилия
Волфганг Хартман Кемерер фон Вормс-Далберг се жени ок. 1634 г. за Мария Ехтер фон Меспелбрун (* ок. 1622; † 1663), дъщеря на Йохан Дитрих Ехтер фон Меспелбрун († 1628) и Анна Катарина фон Далберг (* 1596/1599/1600), дъщеря на Волфганг Фридрих фон Далберг († 1621). Те имат децата:
- Фридрих Дитрих Кемерер фон Вормс-Далберг († 7 юли 1712, Майнц), фрайхер на Далберг, женен 1667 г. за фрайин Мария Клара фон Шьонборн (* 26 септември 1647; † 1716), дъщеря на фрайхер Филип Ервайн фон Шьонборн (1607 – 1668) и Мария Урсула фон Грайфенклау-Фолрадс (1612 – 1682); имат една дъщеря
- Анна Мария (* 1635?; † като дете)
- Мария Маргарета (* 1639; † сл. 1682), омъжена на 24 ноември 1671 г. за Адолф Йохан Карл фон Бетендорф († 30 август 1717 или 1706)
- Йохан Филип Екберт фон Далберг (* ок. 1639; † 1692), от 1667 до 1680 г. домхер в Майнц и от 1671 до 1680 г. домхер във Вюрбург, напуска и става обер-амтман в Бишофсхайм и се жени на 16 май 1684 г. за Мария Магдалена (* 30 септември 1658; † 22 май 1740 в Майнц), дъщеря на Волфганг Еберхард I фон Далберг (1614 – 1676) и Мария Ева (* 1612; † между 28 февруари 1662 и 14 октомври 1677), дъщеря на фрайхер Волфганг Фридрих I фон Далберг
- Мария Франциска Кемерер фон Вормс-Далберг (* 1648; † 19 януари 1697, Фрайбург в Бр.), омъжена на 4 декември 1666 г. за фрайхер Франц Фердинанд фон Зикинген-Хоенбург (* 20 октомври 1638, Фрайбург в Бр.; † 12 октомври 1687, Ебнет), син на фрайхер Франц Фридрих фон Зикинген-Хоенбург (1606 – 1659) и Мария Естер фон Ощайн; родители на:
  - Фердинанд Хартман фон Зикинген-Хоенбург (1673 – 1743)
- Анна Маргарета Кемерер фон Вормс-Далберг (* 1654; † 16 август 1724), омъжена на 15 май 1687 г. за Адолф (Йохан) фон Бетендорф († 30 август 1717)
- Мария Катарина (* 1639/1640; † 28 февруари 1653)
- други деца, които умират рано